# 무한 언어 학습 시스템
NELL(무한 언어 학습 시스템, Never-Ending Language Learning system)은 방위고등연구계획국과 구글의 지원으로 카네기 멜론 대학교 연구진들이 만든 C++ 컴퓨터 시스템이며 야후!가 제공한 컴퓨터 클러스터로 운영한다.

## 같이 보기
- 인지적 구조
- Cyc